# Esene
Con il termine esene ci si riferisce ad un qualunque alchene avente formula bruta C6H12 e caratterizzato dalla presenza di un doppio legame o ad una qualunque miscela di più isomeri strutturali aventi tali caratteristiche.
A seconda della posizione del doppio legame, si possono avere i seguenti isomeri lineari:
- es-1-ene
- es-2-ene (isomeri cis e trans)
- es-3-ene (isomeri cis e trans).